# Oecetis berneri
Oecetis berneri is een schietmot uit de familie Leptoceridae. De soort komt voor in het Afrotropisch gebied.